# Autorretrato com sete dedos
Auto-Retrato com Sete Dedos (Russo: Автопортрет семью пальцами), é uma pintura criada pelo pintor russo Marc Chagall em 1912-1913. Este óleo sobre tela é um autorretrato em que o artista se representa pintando uma versão reduzida de À Rússia, aos burros e aos outros, com sete dedos de uma mão. Está guardado no Stedelijk Museum Amsterdam, em Amsterdã. Este é o primeiro autorretrato feito por Chagall na França. Foi realizado em seu primeiro ateliê em Paris, época em que o cubismo teve grande influência sobre ele.

## Criação
Em maio de 1911, Chagall deixou a Bielorrússia e foi para Paris, onde continuou a estudar pintura e conheceu muitos artistas e poetas de vanguarda (Sonia Delaunay e seu marido Robert Delaunay, André Lhote, Guillaume Apollinaire, Max Jacob, Ricciotto Canudo e outros). Familiarizou-se com a arte moderna europeia e especialmente com o cubismo que teve uma certa influência sobre ele. No início de 1912, transferiu La Ruche para o sótão do falanstério que durante os anos 1900-1920 albergou muitos artistas posteriormente classificados na Escola de Paris. Muitos deles eram, como Chagall, de origem judaica, vindos da Europa Oriental, particularmente da Rússia e da Bielorrússia. Várias das suas pinturas trazem a marca das suas memórias de Vitebsk e, mais amplamente, da Rússia (Eu e a Aldeia, À Rússia, aos burros e aos outros, Dedicado à minha noiva). Estas memórias são abordadas no seu primeiro autorretrato parisiense Autorretrato com Sete Dedos, representado no cavalete em frente ao pintor, que está ligado em composição e tema à sua tela À Rússia, aos burros e aos outros representada no cavalete na frente do pintor. Mais tarde, o artista recordou que, estando na capital francesa, se viu no epicentro das mudanças revolucionárias na arte, mas lembrava-se constantemente da sua terra natal, como se vivesse com a cabeça virada para trás, de costas para a frente. Ele também lembrou que o Autorretrato com Sete Dedos foi feito quando ele estava em La Ruche, numa época em que estava no seu melhor: “Pensei que faria tudo em uma semana. Fui influenciado pelos designs cubistas, mas não rejeitei minha inspiração passada¨.